# Stanisław Pietrzyk

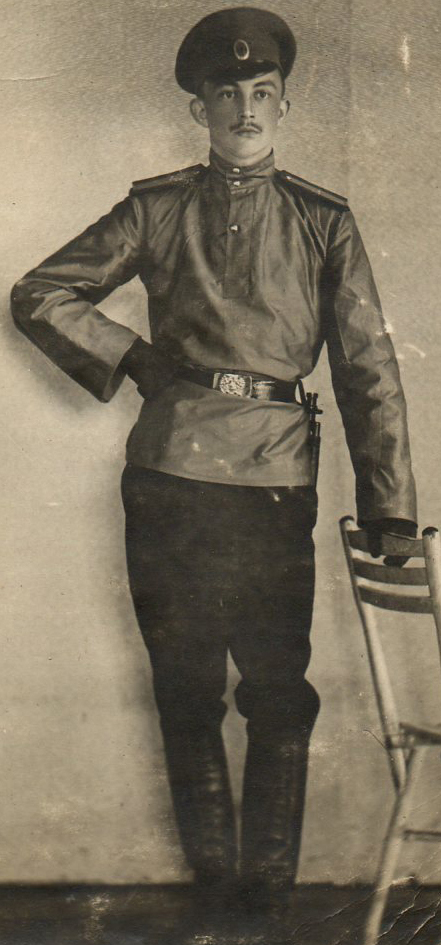
Jako uczeń szkoły wojskowej w Kijowie.

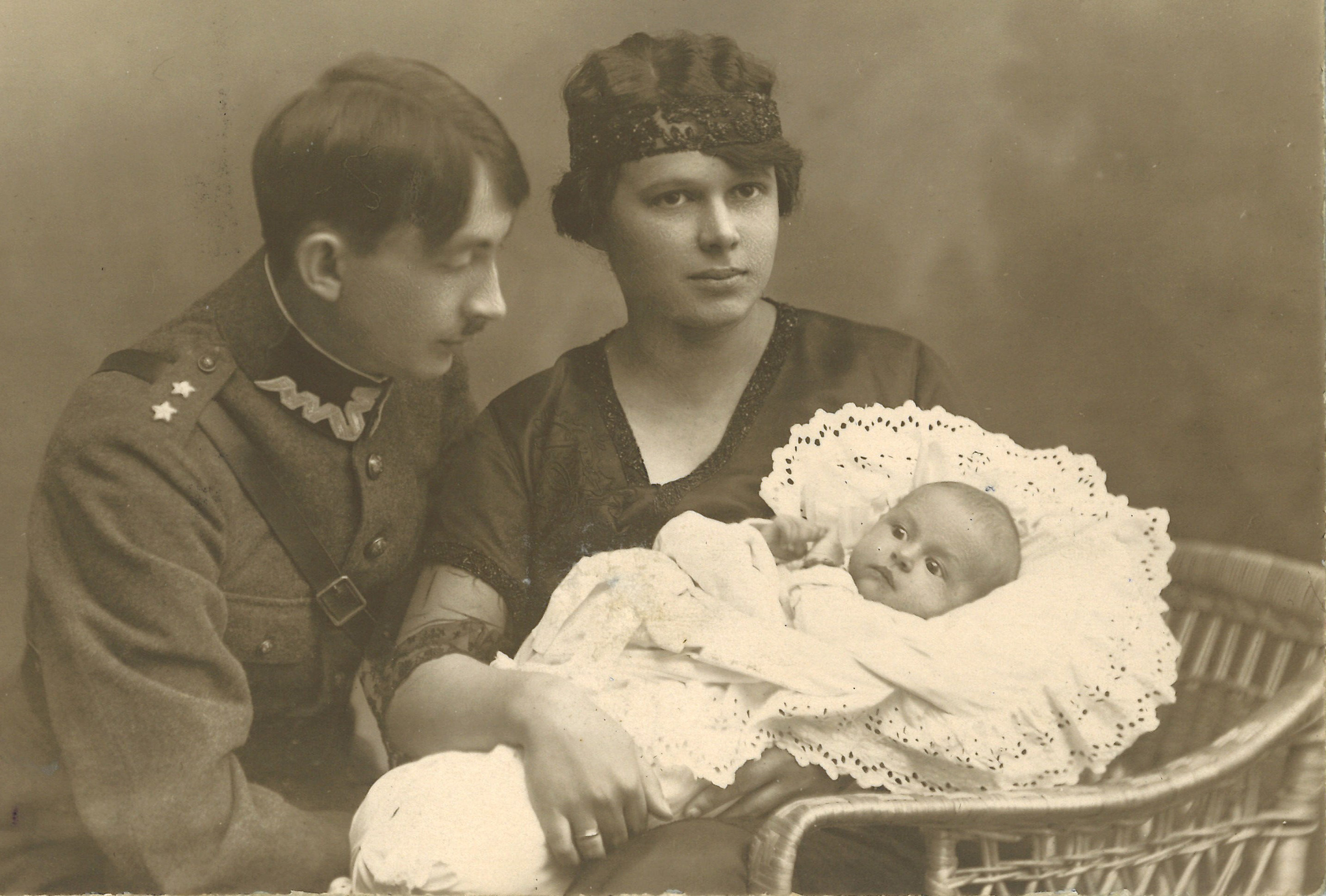
Z żoną Jadwigą i córką Jadzią (Starogard 26.10.1921).

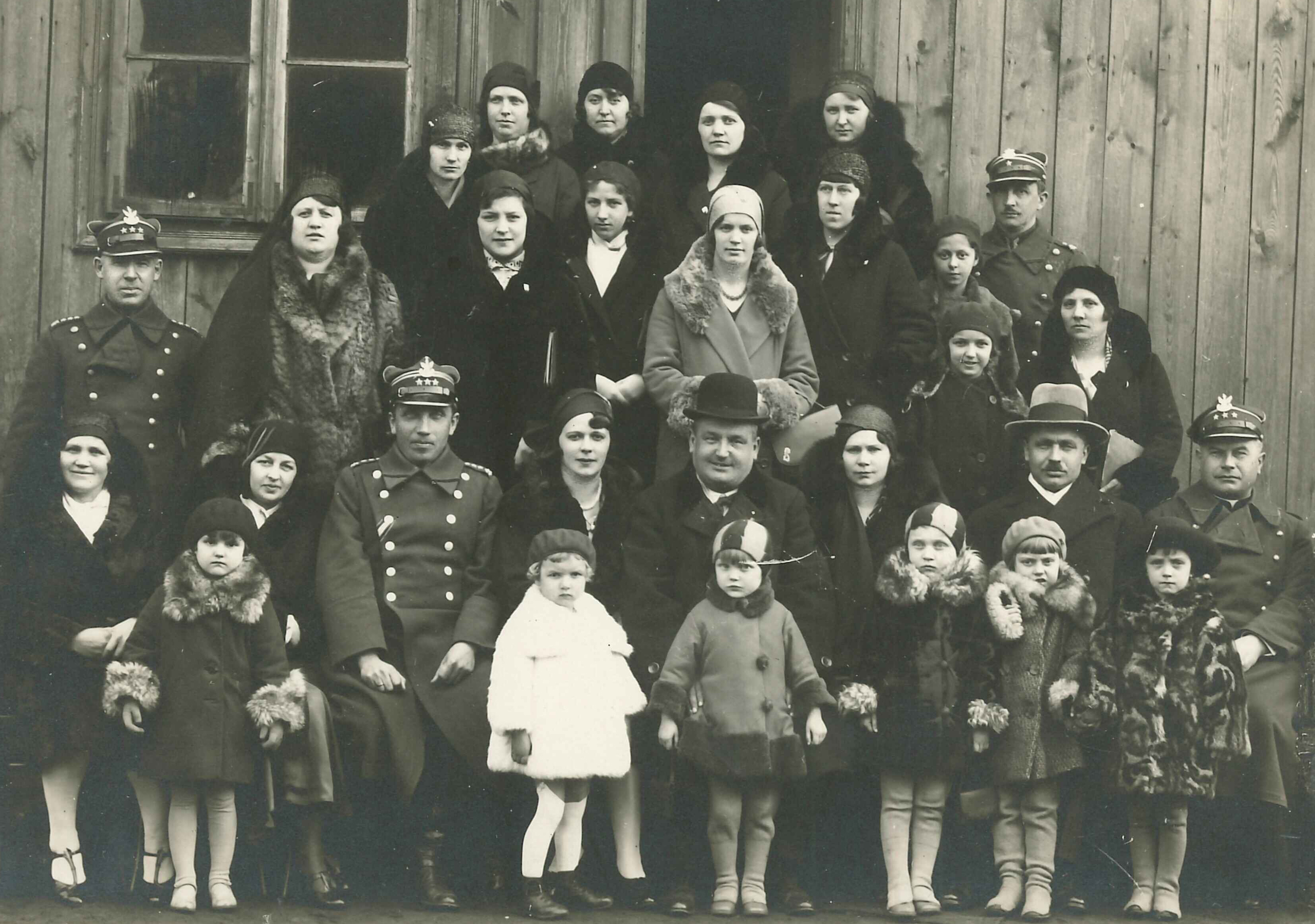
Dowódca 14 pułku piechoty płk Ignacy Misiąg (siedzi trzeci od lewej) z dziećmi z włocławskiej ochronki. Mjr Pietrzyk stoi pierwszy z prawej w III rzędzie.

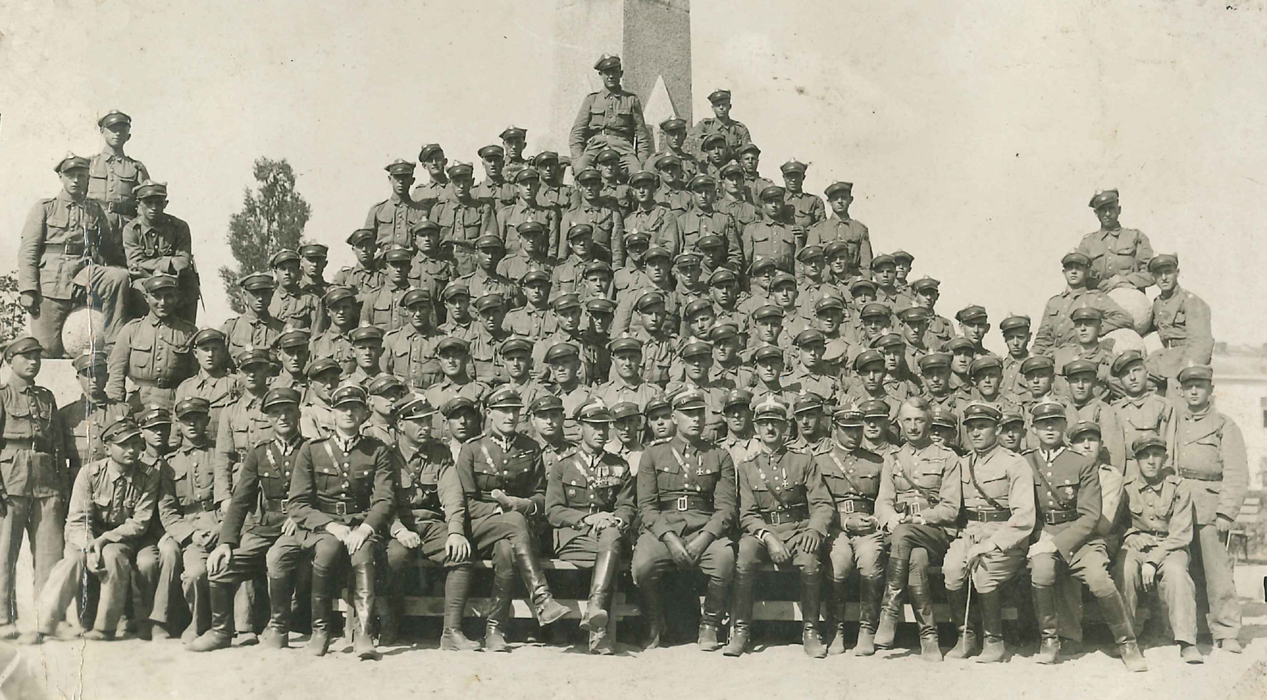
Rok 1934 - 3 kompania 14 pp, mistrzowska w strzelaniu w 4 Dywizji Piechoty. W I rzędzie siedzą od prawej: 2 – ppor. Stanisław Domagalski, 3 – mjr Stanisław Pietrzyk, 4 – kpt. Michał Naziembło, 5 – ppłk Hugo Mijakowski, 6 – ppłk Franciszek Sudoł, 7 – mjr Wilhelm Paszkiewicz, 8 – mjr Aleksander Fiszer.

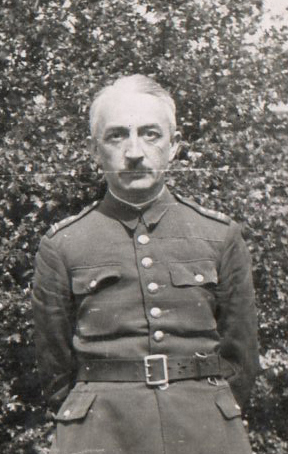
Jako jeniec oflagu VI E Dorsten.

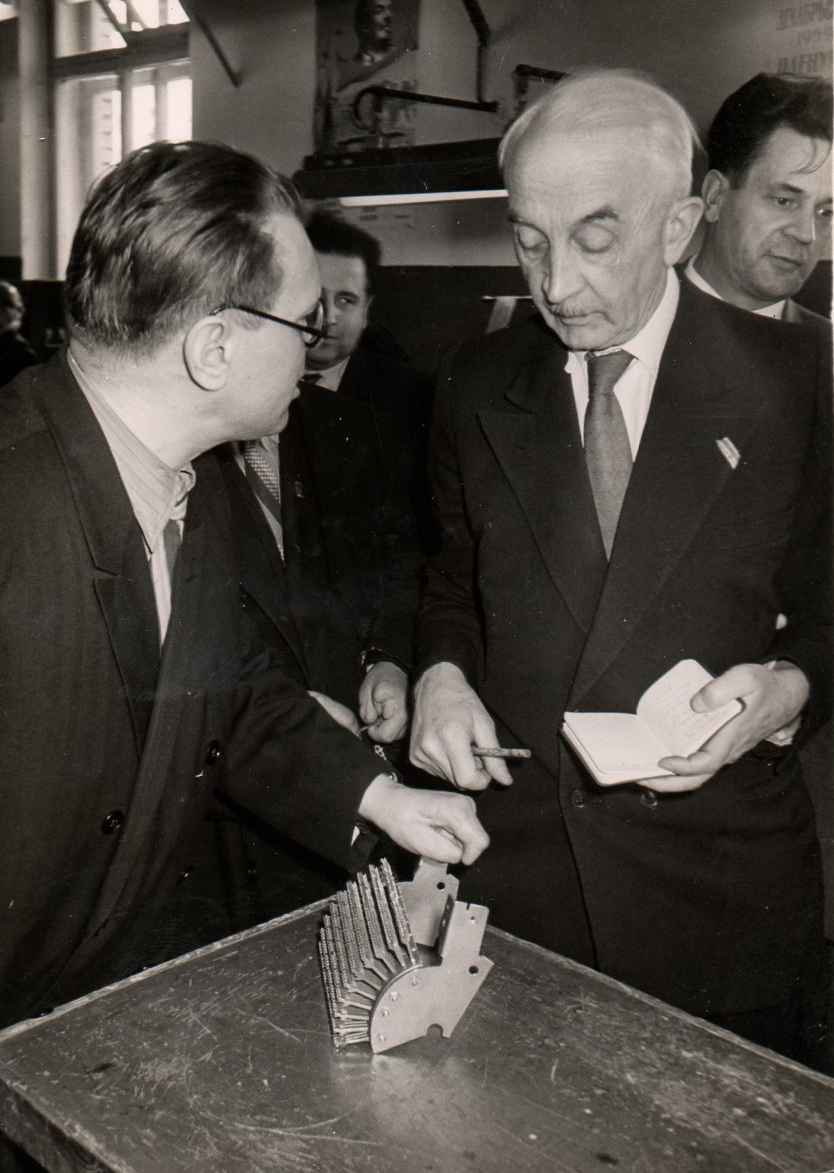
Jako działacz Polskiego Związku Niewidomych (z prawej).

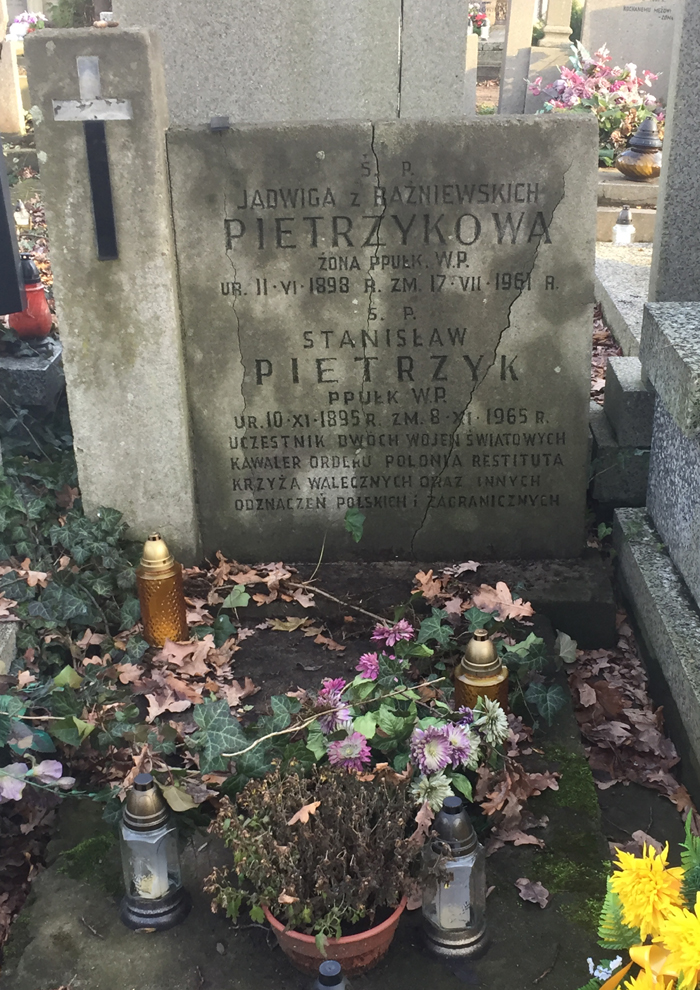
Grób na cmentarzu Bródnowskim.

Stanisław Pietrzyk (ur. 10 listopada 1895 w Warszawie, zm. 8 listopada 1965 tamże) – podpułkownik piechoty Wojska Polskiego, działacz niepodległościowy.

## Życiorys

### Młodość, służba w armii rosyjskiej i działalność niepodległościowa
Urodził się 10 listopada 1895 w Warszawie, w rodzinie Jana, woźnego i Anieli z Ruków. W 1914 ukończył ośmioklasowe Gimnazjum gen. Pawła Chrzanowskiego i zdał maturę.
1 maja 1915 wstąpił do 1 Kijowskiej Szkoły Wojskowej (ros. 1-е Киевское военное училище) w Kijowie. 1 września tego roku, po ukończeniu szkoły, został mianowany chorążym i przeniesiony do 246 zapasowego batalionu piechoty (ros. 246-й пехотный запасный батальон) w Kustanaju. 1 grudnia 1915 wyjechał z kompanią marszową na front niemiecki, gdzie został wcielony do 21 turkiestańskiego pułku strzelców (ros. 21-й Туркестанский стрелковый полк) i wyznaczony na stanowisko dowódcy 12. kompanii. Wziął udział we wszystkich sześciu bitwach pułku podczas ofensywy Brusiłowa, a później na froncie rumuńskim. Był dwa razy ranny, w tym 24 maja 1916 oraz cztery razy odznaczony. Awansował na podporucznika i porucznika. W sierpniu 1917, dla odpoczynku, został wycofany z frontu i skierowany do 155 zapasowego pułku piechoty (ros. 155-й пехотный запасный полк) w Carycynie. We wrześniu tego roku z oddziałem, złożonym z Polaków – żołnierzy 13 Zapasowej Brygady Piechoty (ros. 13-я пехотная запасная бригада), przybył do Syzrania i objął dowództwo 4. kompanii. W październiku 1917 w Bobrujsku został wcielony do 2. kompanii Legii Oficerskiej (Rycerskiej) I Korpusu Polskiego w Rosji. Awansował na podkapitana. W maju 1918 dowodził sekcją w oddziale łączności Korpusu (dowódcą oddziału łączności był ówczesny porucznik Karol Ziemski). Po rozbrojeniu korpusu (21 maja 1918) przyjechał do Warszawy, gdzie rozpoczął studia na Wydziale Prawa Uniwersytetu Warszawskiego.

### Służba w Wojsku Polskim
11 listopada 1918 został przyjęty do Wojska Polskiego i przydzielony do 3 pułku strzelców granicznych. 25 listopada 1920 został zatwierdzony z dniem 1 kwietnia 1920 w stopniu porucznika, w piechocie. 1 czerwca 1921 pełnił służbę w Sądzie Załogowym w Starogardzie, a jego oddziałem macierzystym był 14 pułk piechoty. 
Po zakończeniu działań wojennych pozostał w wojsku jako oficer zawodowy i kontynuował służbę w 14 pułku piechoty we Włocławku na stanowisku dowódcy kompanii, a później adiutanta pułku i dowódcy szkoły podoficerskiej. 3 maja 1922 został zweryfikowany w stopniu kapitana ze starszeństwem z dniem 1 czerwca 1919 i 1092. lokatą w korpusie oficerów piechoty. Z dniem 15 września 1925 został przeniesiony służbowo na X Kurs Doszkolenia Młodszych Oficerów Piechoty w Chełmnie. W 1928, obok obowiązków służbowych, powierzono mu funkcję stałego członka komisji regulaminowej strzeleckiej przy Departamencie Piechoty Ministerstwa Spraw Wojskowych. 27 stycznia 1930 prezydent RP nadał mu z dniem 1 stycznia 1930 stopień majora w korpusie oficerów piechoty i 18. lokatą. W marcu 1930 wyznaczony został na stanowisko kwatermistrza pułku. Od 23 czerwca do 7 sierpnia 1930 był słuchaczem dwumiesięcznego kursu doskonalącego, zorganizowanego w Gródku Jagiellońskim przez 8 Grupę Artylerii. Od 14 do 17 października tego roku przebywał na ćwiczeniach taktycznych w terenie, zorganizowanych dla oficerów sztabu 4 Dywizji Piechoty. W październiku 1932 został przesunięty na stanowisko dowódcy III batalionu. W 1934 był wykładowcą lotnictwa i broni pancernej na dywizyjnym kursie instruktorskim dla oficerów 4 Dywizji Piechoty przy 14 pp.
28 października 1936 został przeniesiony do Korpusu Ochrony Pogranicza na stanowisko dowódcy batalionu "Skałat". Na stopień podpułkownika został awansowany ze starszeństwem z dniem 19 marca 1937 i 49. lokatą w korpusie oficerów piechoty. W marcu 1939 został przeniesiony do 76 pułku piechoty w Grodnie na stanowisko I zastępcy dowódcy pułku.

### Kampania wrześniowa
Zgodnie z przydziałem mobilizacyjnym, z chwilą wybuchu wojny obejmował dowództwo Ośrodka Zapasowego 29 Dywizji Piechoty. W dniu 1 września 1939 r. znalazł się więc poza I rzutem 76 Lidzkiego Pułku Piechoty i przebywał w Ośrodku Zapasowym tegoż pułku. Ośrodek Zapasowy 29 Dywizji Piechoty wystawił 3 bataliony marszowe, które początkowo osłaniały Grodno z kierunku zachodniego. Następnie z batalionów tych sformowany został pułk, którego dowódcą został ppłk. Pietrzyk. W kolejnych dniach pułk ten (już po rozwiązaniu Obszaru Warownego „Grodno”) odjechał transportami kolejowymi w kierunku Łunińca. Ostatecznie oddział ten, razem z innymi jednostkami Obszaru Warownego „Grodno”, dotarł do Lwowa i wziął udział w jego obronie (ale już pod innym dowództwem).
Po załadowaniu zmobilizowanych w Grodnie oddziałów (które odeszły transportami kolejowymi na Baranowicze, a następnie przemieszczały się po linii Pińsk – Równe) ppłk Stanisław Pietrzyk, razem z pułkownikiem dyplomowanym Bohdanem Hulewiczem (dowódcą Obszaru Warownego „Grodno”) oraz dwoma szoferami, wyruszyli samochodem osobowym do Pińska, do którego dotarli rankiem 16 września. W Pińsku spotkali się z gen. bryg. Franciszkiem Kleebergiem, któremu chcieli się podporządkować. Wobec odmowy generała podjęli próbę dogonienia transportów ze swoim wojskiem. Dalsza ich droga wiodła przez Łuniniec (16.IX), Dawidgródek (16.IX), Równe (17.IX), Dubno (17.IX), Brody (17.IX), Krasne (17.IX), przedmieścia Łyczakowa (17/18.IX) i Stanisławów (18.IX) – do Kut (19.IX), w których przekroczyli granicę z Rumunią. Przekroczenie granicy było wynikiem zastosowania się do rozkazu Naczelnego Dowództwa, z którego treścią obaj oficerowie zapoznali się jeszcze w Brodach.

### Internowanie i niewola
Po przejściu na teren Rumunii oficerowie zostali skierowani do uzdrowiskowej miejscowości Călimănești i rozmieszczeni w hotelach i pensjonatach. Następnie przeniesieni zostali do obozu w Târgoviște, w którym władze rumuńskie skupiły oficerów z obozów rozsianych po całej Rumunii. W lutym 1941 roku władze rumuńskie, wbrew konwencjom międzynarodowym, wydały internowanych polskich oficerów Niemcom.
Podpułkownik Stanisław Pietrzyk odnotowany został jako jeniec Oflagu VI E Dorsten (numer jeniecki: 35/VI E), w którym początkowo znalazła się większość z wydanych Niemcom polskich oficerów. Następnie przetrzymywany był w oflagu VI B Dössel. W oflagu tym, już po oswobodzeniu przez aliantów, spotkał się ze swoim zięciem ppor. Tadeuszem „Ogończykiem” Żółtowskim, uczestnikiem powstania warszawskiego. Przez kolejne miesiące (do połowy 1946 roku) sprawował funkcję komendanta polskich obozów cywilno-wojskowych w Dössel i Sennelager.

### Okres powojenny
15 lipca 1946 wrócił do Polski. Nie został przyjęty do służby w ludowym Wojsku Polskim z powodu negatywnej opinii wystawionej przez szefa Oddziału II Sztabu Generalnego, płk. Wacława Komara. Początkowo pracował w służbie rehabilitacji inwalidów ówczesnego Ministerstwa Pracy i Opieki Społecznej, a od października 1954 w Polskim Związku Niewidomych. Pierwszym prezesem PZN był mjr Leon Wrzosek, który w Zarządzie Głównym związku zatrudniał, między innymi, ludzi mających AK-owską przeszłość i przedwojennych oficerów (w ten sposób do związku trafił również Stanisław Pietrzyk). Podczas swej pracy w Polskim Związku Niewidomych Stanisław Pietrzyk zajmował stanowiska starszego instruktora produktywizacji niewidomych, starszego instruktora organizacyjnego i kierownika Działu Prezydialno-Organizacyjnego. Jako pracownik merytoryczny PZN był autorem szkiców zamieszczanych w, ukazujących się w latach 1957–1959, zeszytach pod wspólnym tytułem „Sprawa Niewidomych” (łącznie ukazało się 9 zeszytów).
Chorował na serce. Zmarł 8 listopada 1965 w Warszawie, a cztery dni później został pochowany na cmentarzu Bródnowskim (sektor 18M, rząd 4, numer 4).
Był żonaty z Jadwigą z Rażniewskich (1898–1961), z którą miał córkę Jadwigę (1921–2011).

## Ordery i odznaczenia
- Krzyż Niepodległości – 23 grudnia 1933 „za pracę w dziele odzyskania niepodległości”[49][50][51]
- Krzyż Kawalerski Orderu Odrodzenia Polski – 11 listopada 1934 „za zasługi w służbie wojskowej”[52][53]
- Złoty Krzyż Zasługi[53]
- Srebrny Krzyż Zasługi[23]
- Medal Pamiątkowy za Wojnę 1918–1921[54]
- Medal Dziesięciolecia Odzyskanej Niepodległości[54]
- Srebrny Medal za Długoletnią Służbę[54]
- Brązowy Medal za Długoletnią Służbę[54][l]
- Odznaka pamiątkowa I Korpusu Polskiego w Rosji[55]
- Odznaka pamiątkowa 14 Pułku Piechoty[55]
- Odznaka Polskiej Ligi Wojennej Walki Czynnej[56]
- rumuński Pamiątkowy Krzyż Wojenny 1916–1918[54]
- Medal Zwycięstwa[57]